# بابک اطمینانی
بابک اطمینانی (۱۳۳۵-) نقاش معاصر ایرانی است.
اطمینانی عضو شورای انتخاب و داوری ششمین بینال نقاشی تهران، مشاور کمیته داوری و آموزش انجمن نقاشان ایران بوده‌است و در دانشکده‌های هنر ایرانی نقاشی تدریس می‌کند. او در نمایشگاه‌های فردی و گروهی زیادی شرکت کرده‌است، از جمله سومین دوسالانه نقاشی داکا (بنگلادش)، و نمایشگاه نقاشان ایرانی مقیم آمریکا، دانشگاه کالیفرنیا. او جایزه اول و لوح تقدیر چهارمین دوسالانه نقاشی جهان اسلام در سال ۱۳۸۵ را دریافت کرده‌است.
بابک اطمینانی در سال ۱۳۳۵ در تهران زاده شد. پیش از نقاشی رشته‌های گوناگونی را تجربه کرد از جمله مقدمات پزشکی، مهندسی معدن و ادبیات انگلیسی. تا اینکه در ۲۸ سالگی، در زمستان ۱۹۸۴ با دیدن منظره‌ای در طبیعت و احساس کشف و شهود به نقاشی علاقمند شد. او کارشناسی ارشد خود را در رشته طراحی و نقاشی از کالج هنرهای کالیفرنیا گرفته‌است.
سبک او به دوره‌های کاری گوناگونی تقسیم می‌شود: دورهٔ دانشگاهی که شامل کارهای فیگوراتیو می‌شود و کارهایی که با چند سطح ساده با تکه‌های بریده کاغذ اجرا شده‌اند، دورهٔ فی‌البداهه‌ها، دورهٔ تم‌های ایرانی (پروژه فوق لیسانس او)، و دورهٔ آفرینش.
او همچنین آتلیه شیوه را برای آموزش هنر به روشی جدید افتتاح کرده‌است.